# Shebekino
Shebekino (tiếng Nga: Шебе́кино) là một thị xã thuộc Tỉnh Belgorod, Nga. Shebekino có cự ly 30 km về phái đông nam Belgorod. Thị xã có diện tích 43 km², dân số thời điểm ngày 1 tháng 1 năm 2000 là 46600 người, năm 2010 là 44.277 người. Trung tâm của huyện đóng ở Shebekino.
Đây là thủ phủ hành chính của huyện Shebekinsky dù về hành chính nó không thuộc huyện này, đây là thị xã có tầm quan trọng ở tỉnh tương đương với cấp huyện., là Khu định cư đô thị Shebekino.